# ديفيد ك. ويلسون
ديفيد ك. ويلسون (بالإنجليزية: David K. Wilson)‏ هو شخصية أعمال أمريكي، ولد في 15 يونيو 1919 في ناشفيل في الولايات المتحدة، وتوفي في 2007.